# 戴德洛斯
在托爾金（J. R. R. Tolkien）的奇幻小說裡，戴德洛斯（Dor Daedeloth）是魔苟斯（Morgoth）的領土。
戴德洛斯，或稱為恐怖黑暗之地，位於安格班（Angband）要塞附近，英格林山脈（Ered Engrin）的兩側。魔苟斯的半獸人及生物都在戴德洛斯居住及棲息。
第一紀元早期，當費諾（Fëanor）被炎魔（Balrog）重創後，諾多精靈（Noldor）的遷移在戴德洛斯停止。
諾多精靈包圍戴德洛斯，發動安格班之圍（Siege of Angband）。他們可能在這裡建造了一些要塞。但在班戈拉赫戰役（Dagor Bragollach）裡被敵人擊潰。
戴德洛斯以南是阿德加藍草原（Ard-Galen），位於貝爾蘭（Beleriand）以北的大草原。